# Miroslav Filipović-Majstorović
Miroslav Filipović-Majstorović (ur. 5 czerwca 1915 w Jajcach, zm. 29 czerwca 1946 w Zagrzebiu) – chorwacki zbrodniarz wojenny, duchowny katolicki, były franciszkanin.

## Życiorys
Urodził się jako Miroslav Filipović. W 1938 wstąpił do zakonu franciszkanów w klasztorze w Petrićevacu w pobliżu Banja Luki, gdzie przyjął imię zakonne Tomislav. W 1942 ukończył studia teologiczne w Sarajewie i został wyświęcony na księdza.
Skierowano go do pracy w regionie Rama w północnej Hercegowinie, jednak zamiast udać się tam, Filipović powrócił do Petrićevaca, a następnie został kapelanem wojskowym w oddziałach ustaszów w Banja Luce. 7 lutego 1942 brał aktywny udział w pacyfikacji serbskich wsi Drakulić, Šargovac i Motike, osobiście podrzynając gardła młodym kobietom. Zamordowano wtedy 2730 Serbów, w tym 500 dzieci.
W lipcu 1942 usunięty z funkcji kapelana i zakonu za udział w masowych mordach w wioskach Šargovac, Motike, Drakulić Filipović, który przyjął w tym czasie nazwisko Majstorović, w maju 1942 został komendantem obozu koncentracyjnego w Jasenovacu na terenie Niepodległego Państwa Chorwackiego. Z powodu swojej zakonnej przeszłości, jak również z powodu swojego okrucieństwa, nazywany był przez więźniów fra sotona, czyli bratem szatanem. Od 27 października 1942 do 20 marca 1943 był komendantem obozu Stara Gradiška, gdzie według własnych zeznań uczestniczył w masowych mordach. W okresie od 1943 do 1944 był szpiegiem na terenie centralnej Bośni i Hercegowiny oraz adiutantem w czwartym oddziale ustaszów w Lice.
W maju 1945 uciekł do Austrii, gdzie został schwytany przez Brytyjczyków. Przekazany władzom jugosłowiańskim w Zagrzebiu, 29 czerwca 1946 został osądzony i powieszony. Podczas egzekucji miał na sobie zakonny habit, który często nosił, będąc komendantem obozu koncentracyjnego.